# Walford Davies
Sir Henry Walford Davies KCVO OBE (6 de septiembre de 1869 - 11 de marzo de 1941) fue un compositor, organista y educador inglés que ostentó el título de Maestro de la Música del Rey desde 1934 hasta 1941. Sirvió en la Royal Air Force durante la Primera Guerra Mundial, durante la cual compuso el Royal Air Force March Past, y fue asesor musical de la British Broadcasting Corporation, para la que dio charlas sobre música entre 1924 y 1941.

## Vida y carrera
Henry Walford Davies nació en la ciudad de Oswestry, en Shropshire, cerca de la frontera con Gales. Fue el séptimo de nueve hijos de John Whitridge Davies y Susan, de soltera Gregory, y el menor de cuatro hijos supervivientes. Davies padre, contador de profesión, era un entusiasta músico aficionado, que fundó y dirigió una sociedad coral en Oswestry y fue director de coro de la iglesia Christ Church Congregational, en la que Walford era corista. Dos de sus otros hijos, Charlie y Harold, más tarde ocuparon el puesto de organista en la iglesia; este último fue profesor de música en la Universidad de Adelaida de 1919 a 1947. En 1882, Walford fue aceptado como corista en la Capilla de San Jorge, en el Castillo de Windsor, por el organista Sir George Elvey .
Cuando su voz se rompió en 1885, Davies dejó el coro y más tarde ese año fue nombrado organista de la Capilla Real de Todos los Santos, Windsor Great Park y fue secretario de su sucesor, Walter Parratt, y Dean (más tarde arzobispo) Randall Davidson. En ese momento, las universidades británicas, incluyendo Cambridge, otorgaban títulos de música "no universitarios" a cualquier solicitante que pudiera aprobar los exámenes necesarios. Davies se presentó a los exámenes de licenciatura en música de Cambridge en 1889, pero su ejercicio (una cantata, The Future, con palabras de Matthew Arnold) fracasó. Con el estímulo de Charles Villiers Stanford, profesor de música en Cambridge, Davies hizo un segundo intento; tuvo éxito y se graduó en 1891.
En 1890, Davies recibió una beca para estudiar composición en el Royal College of Music (RCM) de Londres, donde estuvo hasta 1894. Sus profesores allí fueron Hubert Parry y (durante un corto período) Stanford en composición, y WS Rockstro (contrapunto), Herbert Sharpe (piano) y Haydn Inwards (violín). Mientras aún estaba en el RCM, fue organista de la Iglesia de San Jorge, Campden Hill durante tres meses y de la Iglesia de Santa Ana, Soho durante un año hasta 1891, cuando renunció por razones de salud. Al año siguiente fue nombrado organista de la Christ Church, Hampstead; permaneció allí hasta 1897, ocupando el cargo durante los dos últimos años con un nombramiento desde 1895 como profesor de contrapunto en el RCM sucediendo a Rockstro, cargo que ocupó hasta 1903. Consideró renunciar al cargo en 1896 cuando no aprobó el examen de contrapunto en los exámenes de Cambridge para obtener el título de doctor en música; tuvo éxito en su segundo intento y el doctorado fue otorgado en marzo de 1898.

Walford Davies con el uniforme ceremonial de Caballero Comendador de la Real Orden Victoriana con Lady Davies, Castillo de Windsor, c. 1940

### reputación nacional
En mayo de 1898, Davies fue nombrado organista y director del coro de la iglesia Temple en Londres, cargo que ocupó hasta 1923. Según su biógrafo Jeremy Dibble, con este nombramiento Davies comenzó a ser visto como una figura importante en la vida musical británica. Como organista, se hizo muy conocido como solista y como maestro, siendo su alumno más famoso Leopold Stokowski. Como director, dirigió la London Church Choir Association (1901-1913) y sucedió a Stanford en el Bach Choir (1902-1907).
Como compositor, Davies logró su mayor éxito en 1904, con su cantata Everyman, basada en la obra moral del siglo XV del mismo nombre . Su amigo y biógrafo HC Colles escribió: "[L] a música en sí no se parecía a nada que hubiera escrito antes o que volvería a escribir. Everyman fue tumultuosamente recibido, y en los años siguientes fue otorgado por todas las sociedades corales del país que apuntaban a un estándar de primer nivel". La obra también se presentó en Australia y Estados Unidos.
Durante la Primera Guerra Mundial, Davies se unió al Comité para la Música en Tiempos de Guerra bajo la presidencia de Parry, organizó conciertos para las tropas en Francia y eventos musicales para el movimiento Fight for Right. En 1918 fue nombrado director de música de la Royal Air Force, con el grado de mayor . Estableció la Escuela de Música de la RAF y dos bandas de la RAF, y compuso el "Pasado de marzo de la Royal Air Force ", al que más tarde su sucesor, el comandante George Dyson, agregó una sección lenta de "trío". Desde 1930, "Solemn Melody" de Walford Davies ha sido una de las selecciones permanentes de aires nacionales y música de duelo interpretada el Domingo del Recuerdo en The Cenotaph, Whitehall .

### 1919-1941

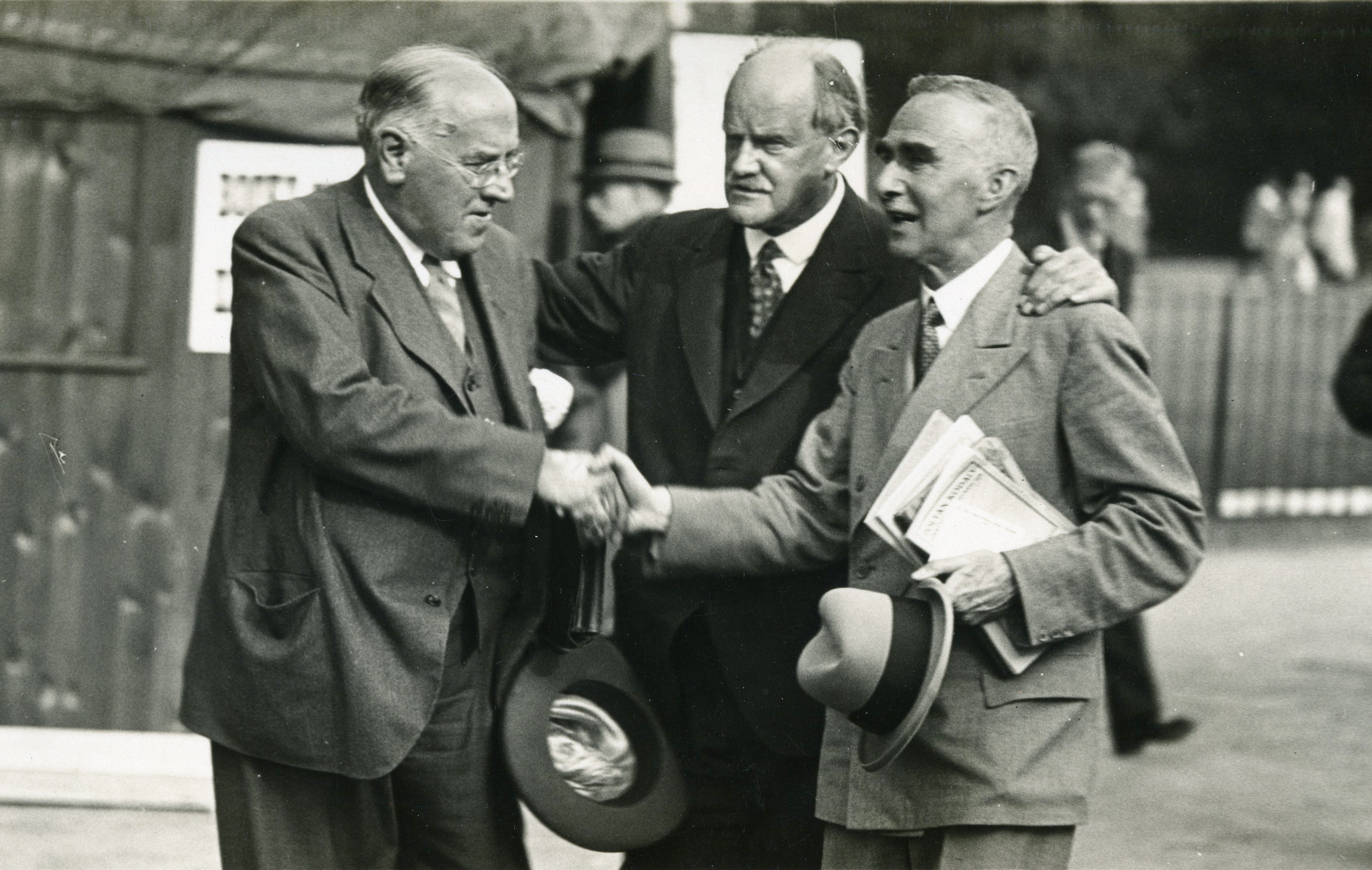
Walford Davies (izquierda) alrededor de 1932 con sus compañeros músicos Sir Hugh Allen (centro) y Cyril Rootham (derecha)

En 1919, Davies aceptó la cátedra de música en el University College, Aberystwyth, junto con el puesto de director de música de la Universidad de Gales y presidente del Consejo Nacional de Música. Aquí, en palabras de su biógrafo Henry Ley, "trabajó incesantemente por la iluminación musical del principado", y en 1922 fue nombrado caballero en honor a la renuncia de David Lloyd George .
En 1924, Davies dio algunas conferencias en la Universidad de Glasgow, participó en una transmisión de radio de la BBC y fue nombrado profesor de música en la Universidad de Londres. Ese mismo año, a los cincuenta y cuatro años de edad, se casó con Margaret Isabel Evans, que era veintiocho años más joven que él.
En Witham Hall, que en aquella época era la residencia privada del coronel Maitland y donde asistía a fiestas, Davies escribió "God Be in My Head" y varias otras de sus obras. El padrino de Bridget Lyons era Davies, y estaba casada con el corista Peter Stanley Lyons, que más tarde fue director de la escuela Witham Hall. Bridget era hija de James W. Webb-Jones, del St. George's School del castillo de Windsor.
En 1926, cuando fue contratado por la BBC como asesor musical, Davies dimitió de su puesto de profesor en Aberystwyth, pero siguió siendo presidente del Consejo Nacional de Música hasta su fallecimiento. Fue organista y director de la Capilla de San Jorge del Castillo de Windsor de 1927 a 1932.
La emisión de Davies en la BBC en abril de 1924 fue la primera de las muchas que realizó desde entonces hasta 1941. Se hizo famoso por sus programas "Music and the Ordinary Listener" (1926-9), sus emisiones para niños en tiempos de guerra (1939-41) y "Everyman's Music" (1940-41). The Musical Times lo calificó de "uno de los primeros grandes locutores del mundo"; The Times, en un homenaje necrológico, dijo::

[H]is name has become known to many thousands of people who have not been interested hitherto in music or in musicians. He proved himself to be one of the very few lecturers who could immediately establish the sense of personal contact with audiences over the wireless. They have felt that they knew him and could enter into music, which was the absorbing interest of his life, through the personal relation which he always established immediately with his audiences. It was an almost unique gift.

Colles escribió que los oyentes habituales de Davies sentían un interés de propiedad en él, registrando que uno de ellos comentó: "Parecía que siempre entraba directamente en la habitación con nosotros".
A la muerte de Sir Edward Elgar en 1934, Davies fue nombrado para sucederle como Maestro de Música del Rey. Como asesor musical de la BBC, Davies se trasladó de Londres a Bristol cuando la Orquesta Sinfónica de la BBC y la administración musical de la corporación se trasladaron allí al estallar la Segunda Guerra Mundial en 1939.
Davies murió en Wrington, cerca de Bristol, el 11 de marzo de 1941, y fue enterrado en el cementerio de la Catedral de Bristol. Su viuda se casó más tarde con Julian Harold Legge Lambart, maestro inferior en Eton College. 

## Composiciones

### Orquestal
- A Dedication Overture (1893)
- Overture in G major (1893)
- Symphony in D major (1894)
- Overture, A Welshman in London (1899)
- Overture to Everyman, Op. 17 (1905)
- Suite, Holiday Tunes, Op. 21 (1907)
- Prelude, Solemn Melody for organ and orchestra (1909)[30]
- Festal Overture, Op. 31 (1909)
- Symphony [N.º 2] in G, Op. 32 (1911)
- Suite, Parthenia, Op. 34 (1911)
- Suite in C after Wordsworth, Op. 37 (1912)
- Conversations for piano and orchestra, Op. 43 (1914)
- Royal Air Force March Past  (1918, jointly with George Dyson)
- Memorial Melody (1919)
- A Memorial Suite, Op. 50 (1923)
- A Children's Symphony, for small orchestra, Op. 53 (1927)
- Memorial Melody in C (1936)
- Big Ben Looks On, orchestral fantasy (1937)

- The Future, for chorus and orchestra (1889)
- Ode on the Morning of Christ’s Nativity, cantata for soloists, chorus and orchestra (1891–92)
- Music: An Ode, for soprano, chorus and orchestra (1892–93)
- Herve Riel, for chorus and orchestra, Op. 2 (1894)
- Prospice, for baritone and string quartet, Op. 6 (1894)
- Days of Man, oratorio for chorus and orchestra (1897)
- Six Pastorals, for vocal quartet, string quartet and piano, Op. 15 (1897)
- God created man for incorruption, motet for soloists, double choir and orchestra, Op. 9 (1897-1905)
- Three Jovial Huntsmen, cantata for soloists, chorus and orchestra, Op. 11 (1902)
- The Temple, oratorio, Op. 14 (1902)
- Everyman, morality [cantata], Op. 17 (1904, revised 1934)
- The Lamb, soprano 1&2 and alto, from Four Songs of Innocence.
- Lift Up Your Hearts, sacred symphony for baritone, chorus and orchestra, Op. 20 (1906)
- Songs of a Day, for soloists, chorus and chamber orchestra, Op. 24a (1908)
- Songs of Nature, for soloists, chorus and small orchestra, Op. 24b (1908)
- The Long Journey, song-cycle for bass and orchestra, Op. 25 (1908–10)
- Grace to you, and peace, motet for chorus, strings, brass, timpani and organ, Op. 26 (1908)
- Ode on Time, for baritone, chorus and orchestra, Op. 27 (1908)
- Noble Numbers, cantata for soprano, contralto, tenor, baritone, bass, chorus and orchestra, Op. 28 (1909)
- Five Sayings of Jesus, for tenor, chorus and orchestra, Op. 35 (1911)
- Song of St. Francis, cantata for soprano, contralto, tenor, bass, chorus and orchestra, Op. 36 (1912)
- A Fantasy (from Dante’s Divine Comedy), for tenor, chorus and orchestra, Op. 42 (1914)
- A Short Requiem, for choir and organ, Op. 44a (1915)
- Heaven’s Gate, for mezzo-soprano, chorus and small orchestra, Op. 47 (1916)
- Men and Angels, for chorus and orchestra, Op. 51 (1925)
- High Heaven’s King, for soprano, baritone, chorus and orchestra, Op. 52 (1926)
- Christ in the Universe, for tenor, bass, chorus, piano and orchestra, Op. 55 (1929)
- Te Deum, for double choir and orchestra, Op. 56 (1930)
- London Calling the Schools, for voice, piano, orchestra and announcer (1932)

### Música de cámara
- String Quartet No. 1 in D minor (1891–92)
- Piano Quartet No. 1 in E flat (1892)
- Piano Quartet No. 2 in D minor (1893)
- Violin Sonata No. 1 in E flat major (1893–95)
- Violin Sonata No. 2 in A major (1893–95)
- Violin Sonata No. 3 in E minor, Op. 5 (1894)
- Piano Quartet No. 3 in C major (1895–96)
- String Quartet No. 2 in C minor (1895–97)
- Violin Sonata No. 4 in D minor, Op. 7 (1896)
- Piano Trio in C major (1897)
- Violin Sonata No. 5 in F major (1899)[31]

- Peter Pan, miniature suite for string quartet, Op. 30 (1909)
- Piano Quintet in G major, Op. 54 (1927, revised 1940)[32]|colwidth=20em}}